# Alexander Wolf (personnalité politique)
Ne pas confondre avec le biathlète allemand Alexander Wolf.
Pour les articles homonymes, voir Wolf.
Alexander Wolf, né le 19 avril 1967 à Leipzig, est un homme politique allemand. 

## Biographie
Alexander Wolf naît le 19 avril 1967 à Leipzig. Membre de l'AfD, il est élu au Bundestag en 2025.

## Positionnement sur le droit international
Lors des commémorations des 30 ans du massacre de Srebrenica au Bundestag, le 11 juillet 2025, en présence de proches des victimes, Wolf a déclaré que cet événement ne pouvait pas constituer un génocide, car les exécuteurs « y ont abattu des hommes, épargnant systématiquement les femmes et les enfants ».